# Мю Девы
Мю Девы (лат. μ Virginis), 107 Девы (лат. 107 Virginis), HD 129502 — тройная звезда в созвездии Девы на расстоянии приблизительно 63 световых лет (около 19,2 парсек) от Солнца. Возраст звезды определён как около 1,996 млрд лет.

## Характеристики
Первый компонент (HD 129502A) — жёлто-белая звезда спектрального класса F2V, или F2, или F5. Визуальная звёздная величина звезды — +3,88m. Масса — около 1,632 солнечной, радиус — около 2,325 солнечного, светимость — около 8,35 солнечной. Эффективная температура — около 6431 K.
Второй компонент — коричневый карлик. Масса — около 39,04 юпитерианской. Удалён в среднем на 1,749 а.е..
Третий компонент (UCAC3 169-135909) — красный карлик спектрального класса M5. Визуальная звёздная величина звезды — +14m. Масса — около 0,14 солнечной, радиус — около 0,171 солнечного, светимость — около 0,00216 солнечной. Эффективная температура — около 3084 K. Удалён на 42,5 угловой секунды.

## Описание
Мю Девы, согласно шкале Бортля, видна невооружённым глазом даже на внутригородском небе (англ. Inner-city sky). Положение звезды рядом с небесным экватором означает, что она видна с большей части Земли, в частности, звезда наблюдается южнее 85° с.ш, то есть звезда видна практически на всей территории обитаемой Земли, за исключением полярных областей Арктики Лучшее время для наблюдения — май.
Мю Девы движется относительно медленно относительно Солнца: её радиальная гелиоцентрическая скорость равна 5 км/с, что составляет 50 % от скорости местных звёзд Галактического диска, а также это значит, что звезда удаляется от Солнца. По небосводу звезда движется на юго-восток.
Средняя пространственная скорость Мю Девы имеет компоненты (U, V, W)=(20.6, -15.2, -14.6), что означает U=20,6 км/с (движется по направлению к галактическому центру), V=−15,2 км/с (движется против направлении галактического вращения) и W=−14,6 км/с (движется в направлении галактического южного полюса). Галактическая орбита Мю Девы находится на расстоянии от 24 580 св. лет до 28 316 св. лет от центра Галактики.

## Наименование
Мю Девы (латинизированный вариант лат. Mu Virginis ) является обозначением Байера, данным им звезде в 1603 году. Хотя звезда имеет обозначение Мю (мю — 12-я буква греческого алфавита), однако, сама звезда — 9-я по яркости в созвездии. 107 Девы (латинизированный вариант лат. 107 Virginis) является обозначением Флемстида. У звезды токже есть обозначение, данное ей  Гулдом — 255 G. Девы (латинизированный вариант лат.  255 G. Virginis). Её собственное имя — Риджл аль Авва (араб. رجل العوى‎, лат. rijl al-‘awwa’), что означает «Лапа лающей (собаки)», которое было указано в календаре «Calendarium» Аль Аксаси Аль Моккета. Мю Девы принадлежит к одной из арабских звёзд  «Авва» или «Лающая (собака)». Аль-Авва относится к «Питомнику», состоящему из Порримы, Виндемиатрикса, Минелаува, Заниаха и Завийявы.
В 2016 году Международный астрономический союз (МАС) организовал Рабочую группу при МАС по звёздным именам (WGSN) для каталогизации и стандартизации имён собственных звёзд. Однако, в списке название «Rijl al awwa» отсутствует, также отсутствует любое другое название для Мю Девы.

## Свойства звезды
Мю Девы  — карлик спектрального класса F2V, что указывает на то, что водород в ядре звезды служит ядерным «топливом», то есть звезда находится на главной последовательности. Звезда излучает энергию со своей внешней атмосферы при эффективной температуре около 6751 К, что придаёт ей характерный жёлто-белый цвет звезды спектрального класса F.
Масса звезды напрямую не указана, однако для звёзд спектрального класса F2 она обычно равна 1,31 {\displaystyle M_{\bigodot }}. Мю Девы показывает некоторые свидетельства того, что она является проэволюционировавшей звездой.
Светимость звезды, равная 7,474 {\displaystyle L_{\bigodot }}, несколько велика для звезды спектрального класса F2. Миссия Gaia даёт ещё большую светимость — 8,2 {\displaystyle L_{\bigodot }}. Для того, чтобы планета, аналогичная нашей Земле, получала примерно столько же энергии, сколько она получает от Солнца, её надо было бы поместить на расстоянии 2,73 а.е., то есть во внешнюю часть главного Пояса астероидов, а более конкретно на орбиту астероида Леда, чья большая полуось орбиты равна 2,739 а.е.. Причём с такого расстояния Мю Девы выглядела бы на 22% меньше нашего Солнца, каким мы его видим с Земли — 0,39° (угловой диаметр нашего Солнца — 0,5°).
Звезда имеет поверхностную гравитацию типичную для карлика — 4,21 СГС или 163,3 м/с2, то есть в 1,7 раза меньше, чем на Солнце (274,0 м/с2), что может объясняться большим радиусом звезды. Звёзды, имеющие планеты, имеют тенденцию иметь большую металличность по сравнению Солнцем, но Мю Девы имеет значение металличности −0,05, то есть почти на 89% от солнечного значения, и действительно, пока у звезды не открыта ни одна планета, более того, нет даже каких-либо признаков окружающего её остаточного диска, который мог бы остаться после формирования планетной системы.
Мю Девы вращается со скоростью почти в 23,5 раз больше солнечной и равной 47 км/с, что даёт период вращения звезды — 2,2 дня.
Возраст звезды Мю Девы о 1,5 млрд. лет, и также известно, что звёзды с массой 1,31 {\displaystyle M_{\bigodot }} живут на главной последовательности порядка 4,7 млрд. лет, таким образом, Мю Девы ещё не скоро (примерно через 3,2 млрд. лет) станет красным гигантом, а затем, сбросив внешние оболочки, она станет белым карликом. Предполагая, что эволюция жизни на углеродной основе, носит универсальный характер и полагая, что в космосе действуют те же законы, что и на Земле, можно сказать, что на планете, аналогичной Земле рядом с Мю Девы, эволюция находится на стадии протерозоя, а более конкретно на стадии калимийского периода: в это время уже есть эукариоты и содержание кислорода в атмосфере постепенно повышается в результате деятельности древних живых организмов.
Наблюдения за Мю Девы в прошлом, похоже, показывают некоторые признаки кратковременной хромосферной изменчивости, а также изменения лучевой скорости. У неё есть предполагаемый общий компаньон с орбитальным движением на прогнозируемом расстоянии 770 а.е. Этот объект имеет величину в J-диапазоне (англ. J band (infrared)) 10,72m. Также есть некоторые признаки того, что у Мю Девы есть спектроскопический спутник с приблизительно определенным периодом 358 дней, что при малой массе (красный карлик или субзвездный компаньон) означало бы дистанцию между звёздами примерно 1,08 а.е., но это никогда не подтверждалось, и этот компаньон вполне может не существовать.

## История изучения оптической кратности звезды
В 1953 году американский астроном Брайан Скифф, основываясь на старых записях, открыл двойственность Мю Девы, то есть им был открыт компонент B, звёзды вошли в каталоги как SKF2126. Согласно Вашингтонскому каталогу визуально-двойных звёзд, параметры этих компонентов приведены в таблице:
| Компонент | Год  | Количество измерений | Позиционный угол | Угловое расстояние | Видимая звёздная величина компонента I | Видимая звёздная величина компонента II |
| AB        | 1953 | 8                    | 297°             | 40.9?              | 3.00m                                  | 9.90m                                   |
| AB        | 2015 | 8                    | 297°             | 40.4?              | 3.00m                                  | 9.90m                                   |

Обобщая все сведения о звезде, можно сказать, что система Мю Девы состоит из 2 компонент A и B, одна звезда 4-й, другая 10-й величины, находящиеся на угловом расстоянии, 40,4 секунд дуги. Расстояние между звёздами очень велико и оценивается в несколько десятых световых лет. Само значение находится в пределах, если учесть все ошибки измерения, от 0,70 св. лет до 1,37 св. лет, на среднем расстоянии 0,90 св. лет (примерно). Также можно сказать следующее, у компонента B, известен каталожный номер UCAC3 169-135909, а также известно собственное движение. У звезды довольно похожие значения собственного движения RA:97,212 ± 0,174 mas/год и Dec:−316,222 ± 0,1287 mas/год. К сожалению, у компонента B неизвестна лучевая скорость, а без него сделать вывод о взаимном орбитальном движении невозможно.

## Ближайшее окружение звезды
Следующие звёздные системы находятся на расстоянии в пределах 20 световых лет от звезды Мю Девы (включены только: самая близкая звезда, самые яркие (<6,5m) и примечательные звёзды). Их спектральные классы приведены на фоне цвета этих классов (эти цвета взяты из названий спектральных типов и не соответствуют наблюдаемым цветам звёзд):
| Звезда      | Спектральный класс | Расстояние, св. лет |
| HD 132683   | K8Vk               | 8.07                |
| Йота Девы   | F7 III             | 11.71               |
| HN Волопаса | K0 V               | 16.94               |
| EQ Девы     | K5Ve               | 19.06               |

Рядом со звездой, на расстоянии 20 световых лет, есть ещё порядка 20 красных, оранжевых и жёлтых карликов спектрального класса G, K и M, а также 4 белых карлика, которые в список не попали.

## Комментарии
1. ↑  В XX веке Мю Девы  классифицировалась как звезда спектрального класса F2III[29], то есть как гигант спектрального класса F2 (подобные горячие карлики, классифицировались как гиганты, поскольку для таких звезд различия в спектрах не так уж велики)
2. ↑  Исследование звезды, проведённое в 1990 году, дало ей классификацию гиганта и смоделировало её массу в 1,7 {\displaystyle M_{\bigodot }}, радиус — 2,1 {\displaystyle R_{\bigodot }} и светимость — 9,8 {\displaystyle L_{\bigodot }}[32]
3. ↑  Угловой диаметр (δ) вычисляется по формуле: {\displaystyle \delta =2\arctan \left({\frac {D_{\mathrm {S} }}{d_{\mathrm {CZ} }}}\right)}, где RS — радиус звезды, выраженный в а.е.; dS — расстояние до звезды
4. ↑  SKF — ссылка на каталог Б. Скиффа, 2126 — номер записи в его каталоге